# Corrado Ursi
Corrado Ursi (Andria, 26 luglio 1908 – Napoli, 29 agosto 2003) è stato un cardinale e arcivescovo cattolico italiano.

## Biografia
Nacque ad Andria il 26 luglio 1908.

### Formazione e ministero sacerdotale
Dopo gli studi teologici e filosofici compiuti ad Andria e Molfetta, il 25 luglio 1931 fu ordinato sacerdote. Fu rettore del Pontificio Seminario Regionale Pugliese "Pio XI" di Molfetta fino al 1951: tra i suoi studenti più affezionati ricordiamo Tonino Bello.

### Ministero episcopale e cardinalato
Papa Pio XII lo elesse nel 1951 vescovo di Nardò. Fu consacrato il 30 settembre dello stesso anno dal cardinale Carlo Confalonieri (co-consacranti Achille Salvucci e Francesco Minerva). Il 30 novembre 1961 fu promosso alla sede metropolitana di Acerenza. Prese parte al Concilio Vaticano II. Il 10 febbraio 1966 venne nominato arcivescovo coadiutore, titolo personale, di Potenza e Marsico Nuovo. Dopo poche settimane, il 23 maggio, per volere di papa Paolo VI succedette al cardinale Alfonso Castaldo come arcivescovo di Napoli.
Paolo VI lo elevò al rango di cardinale presbitero, del titolo di San Callisto, nel concistoro del 26 giugno 1967. Partecipò ai conclavi del 1978 dai quali uscirono eletti pontefici Giovanni Paolo I e Giovanni Paolo II.
Il 26 luglio 1983, al compimento del 75º compleanno, presentò le dimissioni dal governo dell'arcidiocesi; tuttavia Giovanni Paolo II decise di prorogare il suo mandato sino al 9 maggio 1987, quando ne accettò le dimissioni e nominò al suo posto l'arcivescovo di Matera Michele Giordano.
Il 26 luglio 1988, al compimento dell'80º compleanno, perse il diritto di entrare in un eventuale conclave. È morto il 29 agosto 2003 a Napoli all'età di 95 anni a causa di un infarto. Il corpo è stato esposto al saluto dei fedeli all'interno della basilica dell'Incoronata Madre del Buon Consiglio a Capodimonte di Napoli, la stessa dove si è celebrato il solenne funerale officiato dal cardinale Camillo Ruini, delegato del papa Giovanni Paolo II, e concelebrato dall'arcivescovo di Napoli, cardinale Michele Giordano. È stato sepolto in una cappella della stessa basilica.

## Genealogia episcopale e successione apostolica
La genealogia episcopale è:
- Cardinale Scipione Rebiba
- Cardinale Giulio Antonio Santorio
- Cardinale Girolamo Bernerio, O.P.
- Arcivescovo Galeazzo Sanvitale
- Cardinale Ludovico Ludovisi
- Cardinale Luigi Caetani
- Cardinale Ulderico Carpegna
- Cardinale Paluzzo Paluzzi Altieri degli Albertoni
- Papa Benedetto XIII
- Papa Benedetto XIV
- Papa Clemente XIII
- Cardinale Marcantonio Colonna
- Cardinale Hyacinthe Sigismond Gerdil
- Cardinale Giulio Maria della Somaglia
- Cardinale Carlo Odescalchi, S.I.
- Cardinale Costantino Patrizi Naro
- Cardinale Lucido Maria Parocchi
- Papa Pio X
- Papa Benedetto XV
- Papa Pio XII
- Cardinale Carlo Confalonieri
- Cardinale Corrado Ursi

La successione apostolica è:
- Arcivescovo Antonio Zama (1967)
- Arcivescovo Settimio Todisco (1970)
- Cardinale Francesco Colasuonno (1975)
- Vescovo Aldo Garzia (1975)
- Vescovo Armando Franco (1977)
- Vescovo Antonio Pagano (1977)
- Arcivescovo Antonio Ambrosanio (1977)
- Arcivescovo Luigi Diligenza (1978)
- Arcivescovo Mario Miglietta (1979)
- Arcivescovo Cosmo Francesco Ruppi (1980)
- Vescovo Donato De Bonis (1993)